# Mesocopsis posticata
Mesocopsis posticata là một loài bướm đêm trong họ Noctuidae.